# Serrat de la Font
El Serrat de la Font és una serra situada al municipis de Cava a la comarca de l'Alt Urgell i el de Montellà i Martinet a la comarca de la Cerdanya, amb una elevació màxima de 1.584 metres.